# Макарий (архиепископ Псковский)
Архиепископ Макарий (в схиме — Михаил; ум. 20 июля 1665, Псков) — архиепископ Псковский, Изборский и Нарвский.

## Биография
Ранняя биография неизвестна. С 1641 года был архимандритом Снетогорского монастыря. В июле 1643 года был назначен архимандритом Псково-Печерского Успенского монастыря.
4 ноября 1649 года Макарий был хиротонисан во епископа Псковского и возведён в сан архиепископа. В 1652 году по причине отсутствия в Новгороде митрополита Никона возглавил погребение святителя Аффония, проживавшего на покое в Хутынском монастыре. В 1654—1655 годы архиепископ Макарий участвовал в церковном соборе, созванном патриархом Никоном для исправления богослужебных книг. После опалы Никона Макарий составил выписку из правил Святых Отцов для обличения Никона за самовольное оставление патриаршей кафедры.
В 1664 году Макарий удалился на покой в Псковский Козодемьянский Гремячий монастырь где принял схиму с именем Михаил. Скончался 20 июля 1665 года, был погребён в притворе монастырской церкви святых Козьмы и Дамиана.